# Vazerac
Vazerac är en kommun i departementet Tarn-et-Garonne i regionen Occitanien i södra Frankrike. Kommunen ligger i kantonen Molières som tillhör arrondissementet Montauban. År 2022 hade Vazerac 767 invånare.

## Befolkningsutveckling
Antalet invånare i kommunen Vazerac
| Referens: INSEE |